# デルタテリディウム
デルタテリディウム (Deltatheridium) あるいはデルタテリジウムは、中生代白亜紀後期に生息した小型哺乳類。哺乳綱 - 後獣下綱 - デルタテリディウム目（デルタテロイダ） - デルタテリディウム科。属名の「デルタ」はギリシア文字のデルタであり、三角形の歯の形状から。

## 形態・生態
頭骨長約4cm、体長約20cm。当時としては比較的大型であった。犬歯は発達し、その歯根は一本であった。また、三本の小臼歯と四本の大臼歯を持つ。食性は、おそらくは肉食であったと推定されている。小動物などを捕らえていたと推定されている。

## 分類と経緯
この化石はジョージ・ゲイロード・シンプソンらの調査隊によってモンゴルの白亜紀後期の地層から発見された。その歯列を調査した結果、大臼歯は頬側に棚状部（スタイル棚あるいはスタイラー・シェルフ）をもつことが判明している。これは有袋類に似た特徴であったが、もう一つの有袋類の特徴であるその辺縁に並ぶ小突起（スタイラー・カスプ）は持っていなかった。当時はアジアの白亜紀地層から有袋類の化石が発見されていなかった事もあり、当初は真獣類に近い系統と推定され、食肉目へとつながるパレオリクテスの系統と位置づけられた。しかし、大臼歯は三本まで確認されていたが、小さいながらも四本目が存在する事が明らかになった。これは有袋類特有のものである。が、これも第四小臼歯が大臼歯化したものと解釈された。また、1973年、ポーランドの調査隊によって発見された標本の骨盤に前恥骨（袋骨）が存在する事が報告された。しかしこの時も、この生物は真獣類と有袋類の分化が不明瞭な原始的な生物であるとされた。しかし1994年、明らかに有袋類の特徴を持つアシアテリウムが発見され、アジアにも有袋類が分布していたことが明らかとなった。結果、デルタテリディウム及び近縁種の系統の見直しが行われ、初期の有袋類（あるいはその姉妹群）とされる様になった。こうした新たな発見から、有袋類の起源はアジアであるとする説も提唱されている。